# Покрент
Покрент (нем. Pokrent) — община в Германии, в земле Мекленбург-Передняя Померания.
Входит в состав района Северо-Западный Мекленбург. Подчиняется управлению Лютцов-Любсторф. Население составляет 702 человека (на 31 декабря 2010 года). Занимает площадь 15,64 км².